# Йон Стурза
Йон Михайлович Стурза (на румънски: Ion Sturza; роден на 9 май 1960 г. , с. Пържолтени, област Кълъраш, Молдовска ССР, СССР) е молдовски държавник и политически деец, бизнесмен. Министър-председател на Република Молдова от 12 март до 12 ноември 1999 г.

## Биография
Йон Михайлович Стурза е роден на 9 май 1960 г. в село Пързолтени, област Кълъраш.
- 1967 – 1977 – гимназист, с. Пържолтен, Кълъраш, Молдова
- 1977 – 1978 г. – техник в завод Semnal в Кишинев
- 1978 – 1983 г. – икономист в Икономическия факултет на Държавния университет на Молдова
- 1983 – 1985 г. – служба в армията като офицер
- 1985 – 1987 г. – референт на Асоциацията за приятелство с чужбина,
- 1987 – 1991 – директор на компанията, генерален заместник-директор на Moldex, Асоциация за външна търговия на MSSR
- 1992 – 1997 г. – изпълнителен директор на индустриална група „Инкон“
- 1998 г. – депутат в парламента на Република Молдова
- 1998 – 1999 г. – вицепремиер, министър на икономиката

Март 1999 – ноември 1999 г. – министър-председател на Република Молдова
- 2000 – 2001 – предприемаческа дейност
- 2002 – 2006 г. – Генерален директор на „Ромпетрол Молдова“
- 2006 – 2009 г. – вицепрезидент, член на административния съвет на Rompetrol Group (Холандия)

От 2009 г. – президент на инвестиционния фонд Fribourg Capital
Владее румънски, руски и английски език.
Член на множество управителни съвети и фондации; организатор на много благотворителни инициативи. В момента живее в Букурещ, Румъния.
На парламентарните избори през 1998 г. се кандидатира за депутат в листите на избирателния блок „За демократична и просперираща Молдова“ и става депутат.
На 22 май 1998 г. е назначен за вицепремиер, министър на икономиката във второто правителство на Йон Чубук.
На 1 февруари 1999 г. министър-председателят Йон Чубук подава оставка. На 19 февруари 1999 г. Йон Струса, тогавашен вицепремиер и министър на икономиката, е назначен за министър-председател с президентски указ Петру Лучински.
На парламентарните избори през 2001 г. той оглавява кандидат-депутата на Демократическата партия и получава 5,02% и не успява да преодолее бариерата от 6%.
На 21 декември 2015 г. президентът на Република Молдова Николае Тимофти назначи Йон Стурза за кандидат за поста министър-председател. На 3 януари 2016 г. заседанието на парламента за назначаването на правителството на Стурца-2 приключи без да започне поради липса на необходимия кворум.
4 април 2016 г. беше включен в списъка на бившите правителствени ръководители, споменати в Панамските документи.